# Palmatolepis
Genre
Palmatolepis est un genre éteint de conodontes ozarkodinides de la famille des Palmatolepidae.

## Description
Il s'agit de conodontes multi-éléments.

## Espèces
- †Palmatolepis crepida
- †Palmatolepis expansa
- †Palmatolepis glabra
- †Palmatolepis hassi
- †Palmatolepis khaensis Savage, 2013
- †Palmatolepis marginifera
- †Palmatolepis marki Savage, 2013
- †Palmatolepis postera
- †Palmatolepis rhomboidea
- †Palmatolepis spallettae
- †Palmatolepis subperlobata
  - †Palmatolepis subperlobata lapoensis Savage, 2013
- †Palmatolepis trachytera
- †Palmatolepis triangularis
- †Palmatolepis unicornis

noms en synonymie
- †Palmatolepis sous-genre Manticolepis Müller, 1956 = †Manticolepis (Müller, 1956)

## Utilisation en stratigraphie
Le Famennien, l'étage chronostratigraphique le plus haut du Dévonien supérieur, se subdivise en huit biozones à conodontes :
- Zone à Siphonodella praesulcata
- Zone à Palmatolepis expansa
- Zone à Palmatolepis postera
- Zone à Palmatolepis trachytera
- Zone à Palmatolepis marginifera
- Zone à Palmatolepis rhomboidea
- Zone à Palmatolepis crepida
- Zone à Palmatolepis triangularis

C'est au cours de cet étage que s'est produit l'évènement de Kellwasser au cours duquel une extinction de toutes les espèces d’Ancyrodella et d’Ozarkodina et de la plupart de celles des genres Palmatolepis, Polygnathus et Ancyrognathus.
L'étage est défini par un Point stratotypique mondial avec un clou d'or situé dans la carrière de Coumiac, dans la Montagne Noire en France où il y a une abondance biologique de Palmatolepis triangularis.
L'Assise d'Aye, en Belgique, est une formation géologique formée lors du Famennien moyen. Elle est caractérisée par le conodonte Palmatolepis rhomboidea.